# Maryfield n.º 91
Maryfield n.º 91 es un municipio rural canadiense situado en la provincia de Saskatchewan.

## Superficie
Maryfield n.º 91 tiene una superficie de 748,67 km².

## Demografía
En 2021, tenía 258 habitantes, una densidad poblacional de 0,3 hab./km², y 108 viviendas.